# 加布里埃尔·皮埃内
亨利·康斯坦特·加布里埃尔·皮埃内（法語：Henri Constant Gabriel Pierné，1863年8月16日—1937年7月17日），又译皮尔纳，法國作曲家，指挥家，管风琴家。1870年入巴黎音乐学院学习，1890-1898年继弗兰克任圣克洛蒂尔德大教堂管风琴师，1903-1934年任科洛纳音乐会指挥。皮埃内的作品风格优美清澈，善于表达细腻的情感，亦常有崇高深邃和诙谐幽默的成分，对各种乐器的使用都有深刻的理解。